# 茨城県立つくば特別支援学校
茨城県立つくば特別支援学校（いばらきけんりつつくばとくべつしえんがっこう）は、茨城県つくば市玉取にある県立特別支援学校。開校から2012年（平成24年）3月31日までの名称は茨城県立つくば養護学校。

## 概要
校地面積は3.5ha、温水プールを設け、全教室にエアコンを完備する。生徒の定員は180人であったが、開校時から生徒は211人在籍しており、設置検討段階における生徒数予測の甘さが指摘されている。こうした事情から、本来は普通教室ではないグループ室等を普通教室に充当したり、1教室を隔壁で仕切って2教室にするなどの対策がなされている。

## 設置学部
知的障害教育部門（A部門）と肢体不自由教育部門（B部門）からなり、それぞれに以下の学部が置かれている。知肢併設型の特別支援学校は、茨城県下では初である。
- 小学部
- 中学部
- 高等部
  - 普通科

## 沿革
1995年（平成7年）6月の茨城県議会第二回定例会において、「つくば市に養護学校を設置する請願」が出され、1998年（平成10年）3月の県議会第一回定例会で採択され、開校が決まった。 開校準備室は茨城県立下妻養護学校（現・茨城県立下妻特別支援学校）に置かれていた。開校までには、県民によるおよそ20年に及ぶ請願や署名運動が展開されてきた。
- 2007年（平成19年）
  - 4月1日 - 開校。
  - 11月19日 - 開校式挙行、および校歌制定。この日をもって創立記念日とする。

## 通学区
- 知的障害教育部門（A部門）
  - つくば市
- 肢体不自由教育部門（B部門）
  - 石岡市・稲敷市・牛久市・かすみがうら市・つくば市・土浦市・龍ケ崎市・稲敷郡（阿見町・河内町・美浦村）・北相馬郡利根町

## 運営上の課題
生徒数過多による諸問題
上述のように教室不足が起きているほか、体育館が1つしかなく、1室の保健室で2名の養護教諭が執務するなどの諸問題が発生している。